# Iko Otrin
Iko Otrin, slovenski baletnik, baletni pedagog in koreograf, 25. januar 1931, Zemun, † 28. julij 2011, Ljubljana.
Otrin je diplomiral v Ljubljani kot profesor glasbe. Leta 1946 ga je v svojo baletno šolo sprejel Pino Mlakar. Iko Otrin je ustvarjal baletne, dramske in operne scenarije, režije in vloge, se pedagoško udejstvoval doma in po svetu ter napisal več člankov na temo plesa.